# Fälltjärnen, Norrbotten
Fälltjärnen är en sjö i Luleå kommun i Norrbotten och ingår i Alåns huvudavrinningsområde. Sjön har en area på 0,0931 kvadratkilometer och ligger 47,3 meter över havet. Sjön avvattnas av vattendraget Bodbäcken (Hollsvattenbäcken).

## Delavrinningsområde
Fälltjärnen ingår i det delavrinningsområde (728768-177276) som SMHI kallar för Mynnar i Alån. Medelhöjden är 51 meter över havet och ytan är 51,84 kvadratkilometer. Räknas de 6 avrinningsområdena uppströms in blir den ackumulerade arean 121,74 kvadratkilometer. Bodbäcken (Hollsvattenbäcken) som avvattnar avrinningsområdet har biflödesordning 2, vilket innebär att vattnet flödar genom totalt 2 vattendrag innan det når havet efter 7,9 kilometer. Avrinningsområdet består mestadels av skog (78 procent) och sankmarker (11 procent). Avrinningsområdet har 0,1 kvadratkilometer vattenytor vilket ger det en sjöprocent på 0,2 procent.